# فرد جونز (لاعب دوري الرغبي)
فرد جونز (بالإنجليزية: Fred Jones)‏ هو لاعب دوري الرغبي أسترالي، ولد في 9 ديسمبر 1942 في سيدني في أستراليا.